# Ретсоф (Нью-Йорк)
Ретсоф (англ. Retsof) — переписна місцевість (CDP) в США, в окрузі Лівінгстон штату Нью-Йорк. Населення — 326 осіб (2020).

## Географія
Ретсоф розташований за координатами 42°49′57″ пн. ш. 77°52′33″ зх. д. / 42.83250° пн. ш. 77.87583° зх. д. (42.832436, -77.875748).  За даними Бюро перепису населення США в 2010 році переписна місцевість мала площу 1,17 км², уся площа — суходіл.

## Демографія
Згідно з переписом 2010 року, у переписній місцевості мешкало 340 осіб у 127 домогосподарствах у складі 94 родин. Густота населення становила 291 особа/км².  Було 131 помешкання (112/км²).
Расовий склад населення:
| - 95,9 % — білих - 1,2 % — чорних або афроамериканців |

До двох чи більше рас належало 2,9 %. Частка іспаномовних становила 1,2 % від усіх жителів.
За віковим діапазоном населення розподілялося таким чином: 24,7 % — особи молодші 18 років, 62,1 % — особи у віці 18—64 років, 13,2 % — особи у віці 65 років та старші. Медіана віку мешканця становила 41,3 року. На 100 осіб жіночої статі у переписній місцевості припадало 86,8 чоловіків;  на 100 жінок у віці від 18 років та старших — 89,6 чоловіків також старших 18 років.
Середній дохід на одне домашнє господарство  становив 77 990 доларів США (медіана — 70 156), а середній дохід на одну сім'ю — 75 731 долар (медіана — 68 929). 
Цивільне працевлаштоване населення становило 132 особи. Основні галузі зайнятості: публічна адміністрація — 22,0 %, мистецтво, розваги та відпочинок — 15,2 %, виробництво — 13,6 %, освіта, охорона здоров'я та соціальна допомога — 13,6 %.